# Rhonda Hynes
Rhonda Hynes, coniugata Koltun (Melbourne, 22 febbraio 1948), è un'ex cestista australiana.

## Carriera
Con l'Australia ha disputato i Campionati mondiali del 1971.